# Златна слобода
Златна слобода (латински: Aurea Libertas; пољски: Złota Wolność; литвански: Auksinė laisvė), понекад називана Златне слободе, Племићка демократија или Племићки комонвелт, био је политички систем у Краљевини Пољској и након стварања Лублинске уније (1569) у Пољско-литванском комонвелту. Према том систему, сви племићи (шљахта), без обзира на ранг, економски статус или етничку припадност су имали једнак правни статус и уживали су широка законска права и привилегије. Племство је контролисало законодавну власт (Сејм — парламент) и изабраног краља Комонвелта.

## Развој
олитички систем, који је уједно био јединствен у Европи, проистекао је из консолидације моћи шљахте (племићке класе) над другим друштвеним класама и над монархијским политичким системом. Временом је <i id="mwMA">шљахта</i> прибавила довољно привилегија (утврђених Законом „Нихил нови“ (1505), чланцима краља Хенрија 1573. године) према којима ниједан монарх није могао да се  нааа д ће сломити шлљахтин прстиак власти.
Политичка доктрина Комонвелта два народа била је „наша држава је република под председништвом краља“. Канцелар Јан Замојски је сумирао ову доктрину када је изјавио „Rex regnat sed non gubernat“ („Краљ влада, а не управља“). Комонвелт је имао парламент, Сејм, као и Сенат и изабраног краља. Краљ је био обавезан да поштује грађанска права.
Монархова моћ је била ограничена, у корист значајне племићке класе. Сваки нови краљ је морао да потпише чланке краља Хенрија, који су били темељ пољског политичког система и укључивали су готово невиђене гаранције верске толеранције. Краљ је ефикасно био партнер племићке класе и увек је био под надзором групе сенатора. Доктрина је у својим коренима имала древну републиканску мисао, која је потом, са различитим успехом, поново примењена на политичку стварност изборне монархије.
Темељ политичког система Комонвелта, „Златна слобода“, укључивао је следеће:
- Избор краља од стране свих племића који желе да учествују, познат као wolna elekcja (слободни избори)
- Сејм, парламент Комонвелта, који је краљ био дужан да одржава сваке две године
- pacta conventa (на латинском), „уговорени споразуми“ преговарани са изабраним краљем, укључујући повељу о правима, обавезујућу за краља, изведену из ранијих чланака краља Хенрија
- устанак (rokosz) право шљахте да подигне легалну побуну против краља уколико би прекршио њихове загарантоване слободе
- верске слободе загарантоване Законом Варшавске конфедерације из 1573. године[3]
- либерум вето, право појединачног земаљског изасланика да се супротстави одлуци већине на седници Сејма; изражавање таквог „слободног вета“ поништило је све законе који су усвојени на тој седници; током кризе друге половине 17. века, пољски племићи су такође могли да користе либерум вето на покрајинским сејмицима .
- конфедерација (од латинског confederatio), право на формирање организације ради наметања заједничког политичког циља

## Процена
„Златна слобода“ је била јединствена и контроверзна карактеристика која је одликовала пољски политички систем. Био је то изузетак, који је карактерисала јака аристократија и слаб краљ, у доба када се апсолутизам развијао у јачим земљама Европе, али изузетак је карактерисала запањујућа сличност са одређеним модерним вредностима. У време када је већина европских земаља ишла ка централизацији, апсолутној монархији и верским и династичким ратовима, Комонвелт је експериментисао са децентрализацијом, конфедерацијом и федерацијом, демократијом, верском толеранцијом, па чак и пацифизмом. Како је Сејм обично стављао вето на монархове планове за рат, то је био значајан аргумент за теорију демократског мира. Систем је био претеча модерних концепата шире демократије и уставне монархије , као и федерације. Шљахта у оквиру Комонвелта је хвалила право на отпор, друштвени уговор, слободу појединца, принцип владавине на основу сагласности, вредност самосталности, све широко распрострањене концепте који се налазе у модерним, либералним демократијама. Баш као и либералне демократе 19. и 20. века, пољски племићи су били забринути због моћи државе. Пољски племићи су се снажно противили концепту ауторитарне државе. 
Вероватно се најближе паралеле са пољском „племенитом демократијом“ могу наћи ван целе Европе, у Америци, међу робовласничком аристократијом југа Сједињених Држава, где су робовласнички демократе и оснивачи САД, попут Томаса Џеферсона или Џорџа Вашингтона, имали много заједничких вредности са реформистичким племићима Комонвелта. Међутим, поређење је веома слабо, јер такозвана јужњачка аристократија није била ограничена на наследну касту; друштвена структура, заснована једноставно на стицању (или губитку) богатства и имовине, била је флуидна; уз то, није било монархије нити племства у САД.
Поједини људи критикују Златну слободу, истичући да је била ограничена само на племство, искључујући сељаке или грађане  и да није пружала правни систем који би гарантовао слободу већини становништва, изневеравајући их тиме што их није заштитила од ексцеса племства, што је резултирало спорим развојем градова и другим кметством међу сељацима. Комонвелт је називан <i id="mw3Q">Племићки рај</i>, понекад — <i id="mw3g">Јеврејски рај</i>, али и <i id="mw3w">Чистилиште за грађане</i> и <i id="mw4A">Пакао за сељаке</i>. Чак и међу племством (шљахтом), Златна слобода је била злоупотребљена и искривљена од стране најмоћнијих међу њима (магната). Међутим, изјава „Јеврејски рај, али и чистилиште за грађане и пакао за сељаке “ је била изјава друштвене сатире и требало би проценити да ли је одражавао чињенице тог доба. Више руских сељака је побегло од својих далеко бруталнијих господара да би се населило у либералној Пољској, што би могло бити пример контрадоказа претходно изречених тврдњи.
У свом екстремном облику, Златна слобода је критикована као одговорна за „грађанске ратове и инвазије, националну слабост, неодлучност и сиромаштво духа“. Не успевши да се развије у „модерни” систем апсолутистичке и националне монархије, Комонвелт је постепено пропадао до ивице анархије због права вета и других злоупотреба система. Пошто је већина шљахте веровала да живи у савршеној држави, премало њих је доводило у питање Златну слободу и филозофију сарматизма све док није било прекасно. Пошто је шљахта одбијала да плаћа порез за већу и модерну војску, магнати које су стране силе подмићивале паралисали су политички систем Комонвелта, па Комонвелт није био у стању да држи корак са својим све милитаризованијим и ефикаснијим суседима (кроз процес бирократизације), постајући примамљива мета за страну агресију. На крају је подељена и анектирана од стране јачих апсолутистичких суседних земаља у поделама Пољске крајем 18. века. 

## Слични системи
Златна слобода створила је државу која је била необична за своје време, али донекле слични политички системи постојали су и у другим савременим државама, попут Млетачке републике. (Обе државе су називане „Најспокојнијом Републиком “)
Сличну судбину је избегла Италија; прво због секуларне неспособности краљева Француске и Шпаније, и папства, да се договоре о подели земље, затим због реакције против доминације Хабзбурга која је, тек 1861. године, коначно ујединила већину држава земље у подршци националној монархији под краљем Виктором Емануелом II из Савојске куће, до тада краљем Сардиније.
Приметно је да ни Млетачка република ни Италија нису имале право вета међу својим институцијама.